# Kemal Derviş
Kemal Derviş (Istambul, 10 de janeiro de 1949 – Washington, D.C., 7 de maio de 2023) foi um economista e político turco que foi um alto funcionário do Banco Mundial, Ministro dos Assuntos Económicos da Turquia e administrador do Programa das Nações Unidas para o Desenvolvimento (PNUD).
Era filho de pai turco e mãe alemã-holandesa. Foi homenageado pelo governo do Japão por «ter contribuído para integrar a política de assistência económica do Japão nas Nações Unidas». Em 2005 figurou na 67ª posição no "Top 100 dos intelectuais mais importantes" (Top 100 Public Intellectuals Poll) das revistas Prospect e Foreign Policy.
Kemal Derviş era casado em segundas núpcias com Catherine Derviş, uma cidadã americana.

## Biografia

### Estudos, docência universitária e Banco Mundial
Kemal Derviş estudou Economia em Inglaterra, na London School of Economics, onde terminou o bacharelato em 1968 e o mestrado em 1970. Doutorou-se na Universidade de Princeton, Nova Jérsia, Estados Unidos, em 1973. Entre 1973 e 1976 foi docente na Faculdade de Economia da Universidade Técnica do Oriente Médio (em turco:  Orta Doğu Teknik Üniversitesi) em Ancara, Turquia. No mesmo período foi conselheiro de Bülent Ecevit antes e depois deste ter sido primeiro-ministro da Turquia. Entre 1976 e 1978 foi membro do Departamento de Economia da Universidade de Princeton.
Em 1977 entrou para o Banco Mundial, onde trabalharia até ao seu regresso à Turquia em 2001. No Banco Mundial ocupou os cargos de Chefe de Divisão de Estratégia para a Indústria e Comércio, Diretor do Departamento para a Europa Central (logo a seguir à queda do Muro de Berlim) antes de ser nomeado Vice-presidente para o Médio Oriente e África (em 1996) e Vice-presidente para a Redução da Pobreza e Gestão Económica (em 2000).
No primeiro cargo, Derviş coordenou o apoio da Banco Mundial aos processos de paz e reconstrução nos Balcãs (Bósnia) e Médio Oriente. No segundo cargo foi responsável pelos programas e políticas de combate à pobreza e pelo desenvolvimento do Documento de estratégia para a redução da pobreza (em inglês:  Poverty Reduction Strategy Paper, PRSP), uma iniciativa lançada pouco tempo antes da sua posse do cargo. Foi igualmente responsável pela coordenação operacional para questões institucionais e de políticas com outras instituições, nomeadamente com o Fundo Monetário Internacional e instituições das Nações Unidas.

### Ministro dos Assuntos Económicos da Turquia
Kemal Derviş assumiu o cargo de Ministro dos Assuntos Económicos da Turquia  no governo de Bülent Ecevit, do Partido da Esquerda Democrática (Demokratik Sol Parti, DSP) em março de 2001, depois de estar ausente do país durante 22 anos. O país enfrentava a pior crise económica da sua história moderna e as perspetivas de sucesso eram incertas. Derviş usou a sua independência dos interesses instalados e apoiou os reformistas e a sociedade civil através de um duro programa de mudanças estruturais que passaram por uma reforma do sistema bancário tendente a impedir o uso dos bancos estatais para fins políticos, do fortalecimento da independência do banco central e do combate à corrupção. Impulsionou também reformas profundas na agricultura, energia e processos orçamentais. Essas reformas, a sua reputação e os seus contactos privilegiados na Europa e Estados Unidos ajudaram-no a conseguir empréstimos do Fundo Monetário Internacional e do Banco Mundial no valor de 20 mil milhões de dólares. O crescimento económico elevado foi retomado em 2002 e a inflação baixou de quase 70% nos anos 1990 para 12% em 2003.[carece de fontes?] As taxa de juros baixaram e o taxa de câmbio da lira turca estabilizou.

### Parlamentar e administrador nas Nações Unidas
Derviş demitiu-se do cargo de ministro em agosto de 2002, a seguir a uma série de demissões de outros ministros e a um crescente mau relacionamento com o primeiro-ministro. Anunciou em seguida que iria trabalhar para unir os políticos de centro-esquerda. Apesar da sua popularidade, os seus críticos acusavam-no de ser "demasiado americano" e de não compreender a realidade turca.
Foi eleito para o parlamento em novembro do mesmo ano pelo principal partido da oposição, o Partido Republicano do Povo (CHP). Foi membro da comissão conjunta dos parlamentos turco e europeu.[carece de fontes?]
A sua participação em instituições internacionais como o Centro para o Desenvolvimento Global, do qual é associado não residente, a Task Force on Global Public Goods, a Comissão Especial para os Balcãs, das quais é ou foi membro, e o Fórum para a Economia e Política Internacional de Istambul, do qual é associado ajudou a fortalecer as perspectivas de início das negociações para a adesão da Turquia à União Europeia.[carece de fontes?]
A 5 de maio de 2005 foi Derviş foi eleito por unanimidade pela Assembleia Geral das Nações Unidas para Administrador do Programa das Nações Unidas para o Desenvolvimento (PNUD), o terceiro cargo em importância na ONU, logo a seguir ao de secretário-geral e vice secretário-geral. Ocupou o cargo entre 15 de agosto de 2005 e 26 de fevereiro de 2009, mas decidiu não se recandidatar a um segundo mandato. Ainda em 2009, Kemal Derviş foi conselheiro especial do secretário-geral das Nações Unidas, Ban Ki-moon, para a reunião do G20 em Londres.
Em 30 de março de 2009 Strobe Talbott anunciou que Derviş se tinha tornado membro da Brookings Institution, um think tank de Washington, D.C. como vice-presidente e diretor do Programa de Economia Global e Desenvolvimento. Derviş é também membro do conselho científico da Fundação Ideias para o Progresso (em castelhano:  Fundación Ideas para el Progreso), um think tank do Partido Socialista Operário Espanhol, e membro da Comissão de Supervisores da Universidade Sabancı (Sabancı Üniversitesi), de Istambul, onde também colabora em diversos trabalhos, especialmente em assuntos relacionados com o alargamento da União Europeia.